# Coronación de María I de Inglaterra
María I de Inglaterra fue coronada en la Abadía de Westminster el domingo 1 de octubre de 1553. Esta fue la primera coronación de una reina titular en Inglaterra, una mujer gobernante por derecho propio. Por lo tanto, la ceremonia se transformó en un ritual y el vestuario estaban interrelacionados. Los registros contemporáneos insisten en que los procedimientos se realizaron "de acuerdo con los precedentes", pero en su mayoría se trataba de disposiciones hechas previamente para reinas consortes.

## Proclamación y laOración de la Felicitación
María fue proclamada reina el 19 de julio de 1553 por William Herbert, conde de Pembroke, dejando de lado los reclamos de Lady Jane Grey.
Richard Taverner escribió una Oración de felicitación por la gozosa proclamación de los más nobles Príncipes Quene Mary Quene de Inglaterra, un panfleto publicado por John Day que describe la legitimidad de la sucesión de María. Los escritores abordaron los desafíos para gobernar que María había superado. Thomas Watertoune publicó una balada, An Inveective Against Treason, y una balada de Leonard Stopes comparó su lucha incruenta con las historias bíblicas de Judith y Holofernes y Esther y Amán.
No hubo ninguna publicación en inglés que describiera la ceremonia de coronación. Se publicó una descripción narrativa de la coronación en versiones italiana y española. Estos textos tienen muchas similitudes con las descripciones producidas por diplomáticos. Una narración española también dio un costo estimado de todos los eventos de coronación en 100.000 ducados.

## Juegos y drama en la Coronación
Los relatos de las juergas incluyen telas para disfraces de una obra que se representará durante las fiestas de coronación de María, que incluía un ángel bueno y uno malo con una personificación del Genus Humanum. Los problemas de la raza humana, la escasez, la enfermedad, la debilidad y la deformidad, fueron contrarrestados por la razón, la abundancia, la verdad, el amor propio y el cuidado. Probablemente se entendieron como virtudes que residían en la corte y el reino de María. Aún no se ha identificado ningún texto de esta obra moral.  Mary hizo una orden de compra de las telas a Edward Waldegrave, maestro del guardarropa real. Su esposa Frances vistió a María después de su unción como reina.
Hay algunas dudas sobre si la obra Genus Humanum se representó en la coronación. María le dio a Thomas Cawarden una orden judicial para realizar una obra de teatro en la coronación el 26 de septiembre, mientras ella estaba en el Palacio de St. James. Las cuentas para la confección de los disfraces incluyen una nota de que la actuación se aplazó hasta Navidad.
Una obra de autor anónimo, Respublica, escrita para su representación en Navidad, presentó algunos de los problemas en 1553 relacionados con la adhesión de María y su relación con el Parlamento. Respublica a veces se ha atribuido a Nicholas Udall, pero se discute su autoría y conexión con las juergas de la corte.  En la obra, se honra a María como "Verity, la hija del sabio y anciano Padre Tiempo". Esto hace eco de un lema usado por María, Veritas Filia Temporis. La idea era de una "Verdad" en oposición a los reformadores protestantes.

## Entrada Real a la Capital
María había estado en Kenninghall en Norfolk y Framlingham en Suffolk. En Ipswich, los niños le regalaron un corazón de oro.  Conoció a su hermana Isabel en Wanstead. María llegó a Londres el 3 de agosto de 1553 en procesión. En esta ocasión, según Estienne Perlin, vistió terciopelo violeta, "velours violet". Wriothesley dice que se cambió de ropa en una casa en Whitechapel, a una rica indumentaria de "moda francesa de terciopelo púrpura, con mangas del mismo, su falda de raso púrpura todo grueso con trabajo de orfebrería y gran perla, con sus mangas delanteras del mismo engastado con ricas piedras".  En esta ocasión, entró en la ciudad por Aldgate. Haría una entrada real formal o una procesión por la ciudad el 30 de septiembre como paso previo a su coronación.

### En la víspera de la Coronación
María partió del Palacio de St James en barcaza hacia la Torre de Londres el 28 de septiembre de 1553. Las cuentas de vestuario incluyen un suntuoso vestuario para Mary y sus damas para la recepción en la "víspera" de la coronación. La túnica y el manto de María eran de tejido de oro y plata. La frase se refiere a una ceremonia antes de la coronación cuando los Caballeros del Baño hicieron sus preparativos y se bañaron, que tuvo lugar "según la antigua costumbre de Inglaterra" en la Torre de Londres el 29 de septiembre. Por la mañana, el conde de Arundel, mayordomo de la casa de la reina, nombró nuevos caballeros en la cámara de presencia de la reina. Se le dio el encargo de María de hacer caballeros en esta ocasión.
Las cuentas de coronación de Eduardo VI también incluyen pagos por una túnica y un manto para usar en la creación de los Caballeros del Baño.  La historiadora del vestuario Janet Arnold propuso que Isabel I reutilizó la ropa de tejido de María en su coronación, después de modificaciones, y puede representarse en un retrato de coronación de Isabel.

### Entrada de la coronación
María hizo su Entrada Real el 30 de septiembre por la tarde. Ella vino de la Torre en un carro o litera al Palacio de Westminster.  La princesa Isabel y Ana de Cleves viajaban en otra litera. Según el embajador francés Antoine de Noailles y otros diplomáticos, estaban vestidos con tela plateada con túnicas o vestidos a la moda francesa. Cuatro damas de compañía cabalgaban a caballo junto a la litera, la duquesa de Norfolk, la marquesa de Exeter, la marquesa de Winchester y la condesa de Arundel. El tercer carro llevaba a seis damas en espera acompañadas por diez damas en terciopelo carmesí a caballo, incluida Mary Finch.
Más mujeres nobles y damas vestidas de raso carmesí siguieron a caballo con las damas de honor, incluidas Anne Basset, Anne Dormer y la madre de las doncellas, la señora Bayneham, o según algunas fuentes, la señora Poyntz o la señora Morris. Con las doncellas, cabalgando detrás de las tres literas, estaban las damas de servicio conocidas como camareras, vestidas con damasco carmesí. Había entre 46 y 60 mujeres ciclistas en total. Las ventanas de las casas se adornaban con tapices o paños de oro y paños de plata.
Hubo desfiles con música y discursos. En Fenchurch Street, los comerciantes genoveses protagonizaron un saludo de bienvenida a cargo de un joven actor que representaba a una niña en una silla o trono suspendido en el aire. Había cuatro gigantes. Las inscripciones en latín de los arcos triunfales fueron registradas por Giovanni Francesco Commendone, un diplomático papal, y el embajador francés Noailles.
Los comerciantes de Hanse hicieron su desfile en Gracechurch Corner, con un monte y una fuente llena de vino. y un actor "voló por una cuerda" cuando pasó la reina. En el otro extremo de la calle, los mercaderes florentinos habían construido un arco de tres entradas, seis actores arriba daban la bienvenida a María, y en lo alto una estatua de un ángel vestido de verde aparecía tocando una trompeta. Este desfile representaba a la reina Tomyris y Judith, y parece haber celebrado el reciente triunfo de María sobre el duque de Northumberland. En la Catedral de San Pablo, "Peter, a Dutchman", bailó con serpentinas en el campanario.

## Coronación

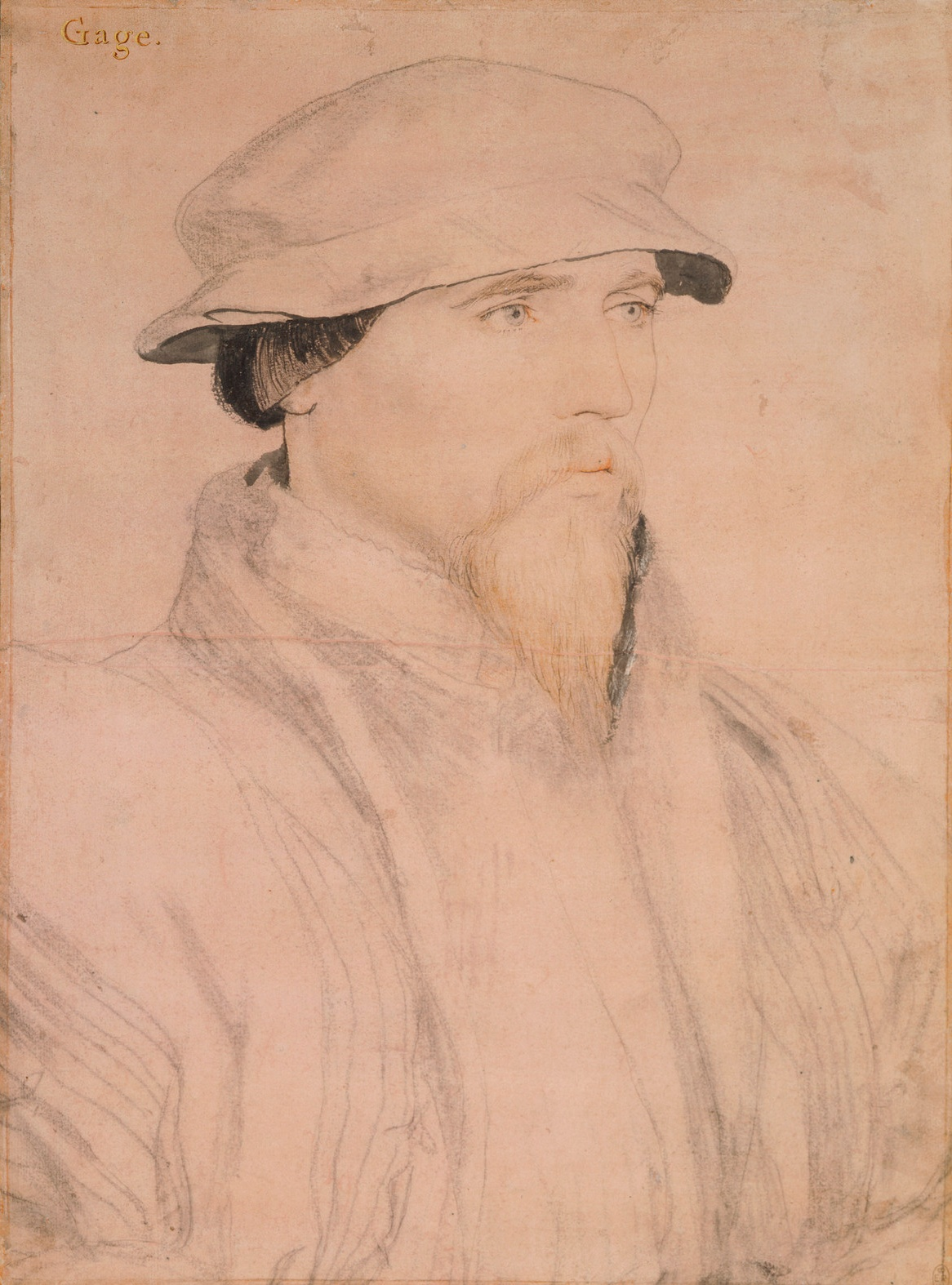
John Gage ayudado por Elizabeth Stafford, Duquesa de Norfolk llevado por un tren que transportaba a la reina María a la abadía de Westminster

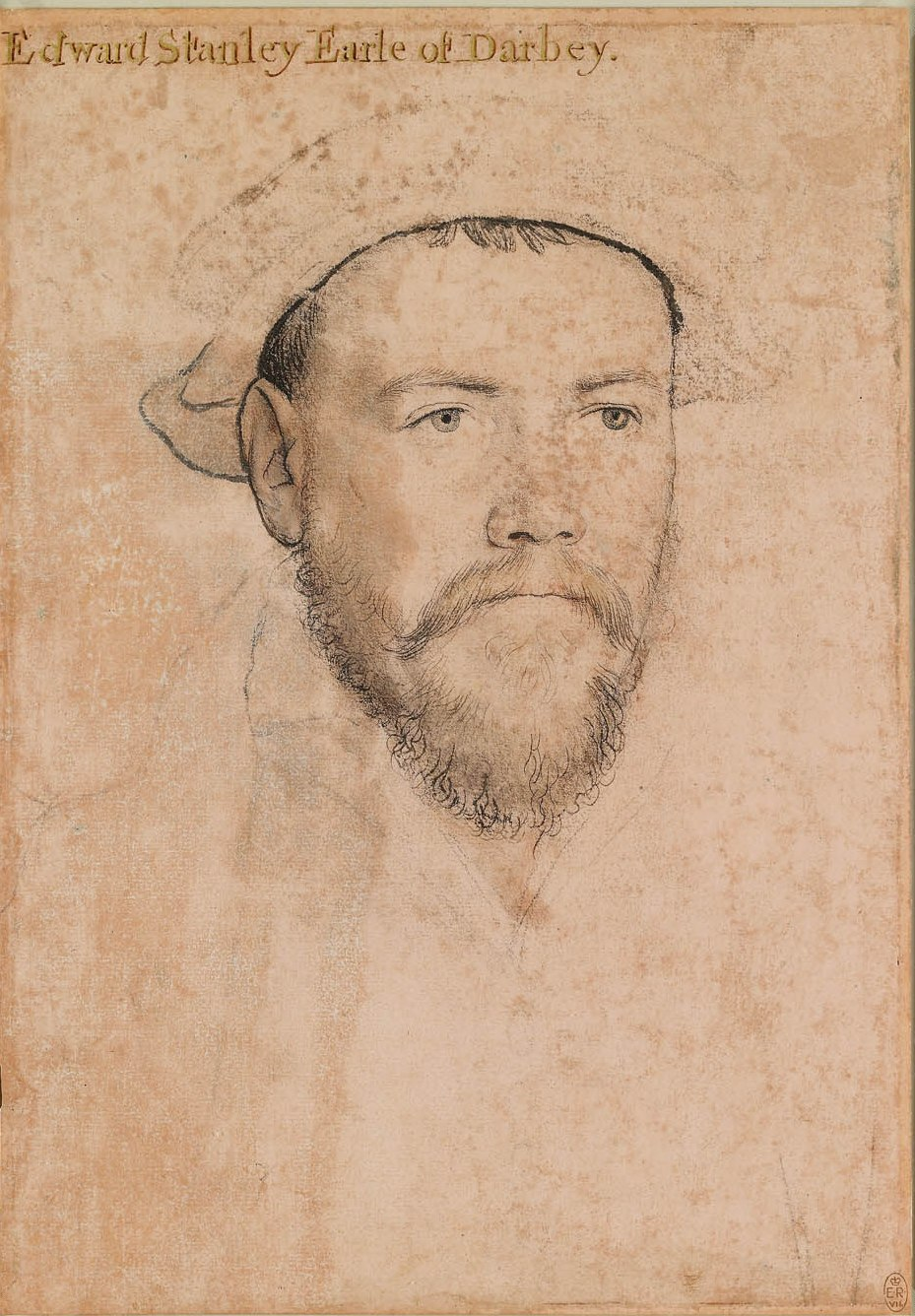
Edward Stanley, III conde de Derby portaba la espada "curtana" simbólica de la Misericordia

El 1 de octubre, Maria llegó en barcaza a las escaleras privadas del Antiguo Palacio de Westminster. Mientras María caminaba de Westminster Hall a la Abadía por la mañana, tres espadas desnudas fueron llevadas ante ella. Dos representaban la Justicia, la Justicia Espiritual y la Justicia Temporal. La tercera espada, la curtana, la portaba el conde de Derby y representaba a la Misericordia. La espada de gran porte fue restaurada por el cuchillero John Ailande. Ana de Cleves y la princesa Isabel acompañaron a María mientras entraba en procesión a la Abadía. Condesas y mujeres nobles caminaban en parejas, sosteniendo sus coronas.</ref> Anne of Cleves and Princess Elizabeth attended Mary as she processed into the Abbey. Countesses and noblewomen walked in pairs, holding their coronets.
El séquito de María fue llevado por el Lord Chambelán, John Gage y la Duquesa de Norfolk. El coro de la Abadía estaba cubierto con tapices y el suelo estaba cubierto de juncos. Cuando María entró en la Abadía, el obispo declaró el perdón de la Reina para los prisioneros, excluyendo a los de la Torre de Londres y algunos en Marshalsea. Las excepciones incluyeron a aquellos que habían apoyado a Lady Jane Grey.

### El monte y la silla de San Eduardo
María fue conducida a la silla del rey Eduardo por dos nobles. Después de un breve descanso, se unió a ella Stephen Gardiner, obispo de Winchester y Lord Canciller, en el andamio elevado o monte a la vista de la gente. La silla estaba en el centro del monte, cubierta con ricas telas. En el respaldo de la "silla blanca" había dos leones tallados en los postes de las esquinas y una flor de lis en el centro. María se mostró en las cuatro esquinas del monte.
Desde el monte, Gardiner presentó a María como reina, parte de la ceremonia conocida como "reconocimiento". Los ujieres habían llevado a Eduardo VI a los rincones de su estrado en una pequeña silla. Los ujieres que custodiaban la silla de María eran los maestros George Tyrrel, John Norris, Dauncey y Lyggens, hombres que servían como camareros diarios en la casa de la reina.  Norris luego compiló un tratado sobre ceremonial para Gentlemen Ushers..
Gardiner pidió el asentimiento de la gente, y gritaron a una voz "Dios salve a la reina María".

### La travesía
Luego, María fue a una silla ricamente cubierta en el altar mayor e hizo sus ofrendas. George Day, obispo de Chichester, pronunció un sermón sobre el tema de la obediencia. María hizo sus juramentos y el coro cantó Veni Creator Spiritus.  Cuando María iba a ser ungida, según algunos relatos, entró en un "transversal" en el lado derecho del altar mayor y fue desnudada por damas de la cámara privada. Una travesía suele ser un espacio cubierto por una cortina debajo de un dosel. Un relato español lo llama un lugar apartado,  un espacio aparte. Se ha sugerido que la travesía estaba ubicada en la Capilla de San Eduardo.
María se vistió con un traje diferente y, dejando a un lado el manto, fue ungida por Stephen Gardiner dentro del travesaño. El embajador imperial Simon Renard había obtenido aceite sagrado del obispo de Arras. El stock de aceite sobrante del reinado protestante de Eduardo VI se consideró impío.  William Paget, primer barón Paget y otros tres barones sostenían bastones de plata que sostenían un "cubo" o dosel sobre ella durante la unción. El dosel debía estar hecho de "tela de baudekin" dorada forrada con sarsenet de seda, pero en su lugar se usó satén carmesí bordado con oro.

### Tres coronas y dos cetros
El duque de Norfolk trajo las tres coronas, la corona de San Eduardo, la corona imperial y una corona recién hecha para María. Gardiner coronó a María tres veces. Él le dio un anillo para su "dedo de boda" y el Maestro de la Joyería trajo un par de pulseras engastadas con piedras preciosas y perlas. Los nobles ahora se pusieron sus gorras y coronas, que habían llevado a la iglesia.
Gardiner y los condes rindieron homenaje a María. Se celebró la Misa mientras María permanecía arrodillada. Sostenía el cetro real, que había sido llevado por el Conde de Arundel, y el cetro de la consorte que estaba rematado por una paloma. Entró en la travesía cubierta por cortinas y reapareció con su túnica de coronación, portando el cetro y el mundo u orbe. La ceremonia en la Abadía estaba entonces completa y había durado hasta casi las cuatro o cinco de la tarde.

## Vestimenta

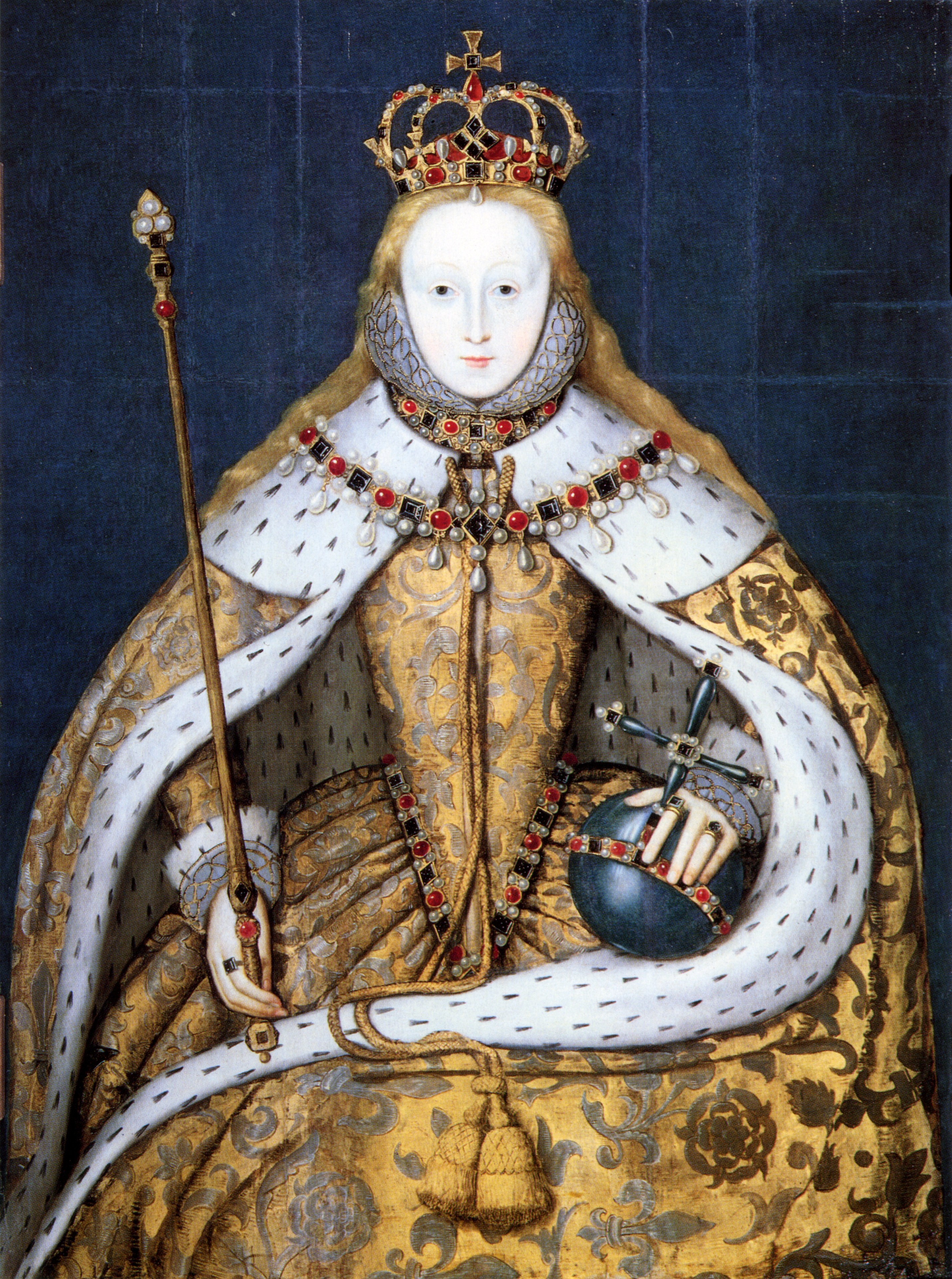
La reina Isabel I de Inglaterra con su manto de coronación, estampado con rosas Tudor y ribeteado de armiño. Lleva el pelo suelto, como es tradicional en la coronación de una reina, quizá también como símbolo de virginidad. La pintura, de autor desconocido, data de la primera década del (NPG da c.1600) y está basada en un original perdido, también de autor desconocido.

### Vestido
Los detalles de las telas compradas o suministradas para la coronación se conocen a partir de los registros del guardarropa real y las órdenes u órdenes de María. También hay una lista de tejidos y artículos con el orden de ceremonia elaborado por el vestuario. Los relatos de crónicas y los despachos diplomáticos también describen algunos textiles y vestuario.  La historiadora de vestuario Janet Arnold publicó algunos de los documentos de vestuario. El embajador Noailles escribió en agosto que María había dejado de lado una "superstición" de la corte de Eduardo VI y ahora sus mujeres vestían ropas de colores brillantes y joyas, con mangas anchas a la moda francesa.  En 1554, un diplomático veneciano, Giacomo Soranzo, informó que María usaba en ocasiones oficiales un vestido y un corpiño, con mangas anchas y colgantes a la moda francesa.
Un comerciante genovés escribió que Lady Jane Grey se había vestido de verde y blanco en julio de 1553, los colores Tudor afirmando su derecho a gobernar.  La variedad de fuentes y los cambios de vestuario realizados durante la ceremonia han generado cierta confusión sobre el uso de telas y colores, y el consiguiente simbolismo. Crimson era un color tradicional para la coronación de los monarcas ingleses. En el punto álgido de la ceremonia, María cambió a púrpura, un color al que hace referencia el escritor John Seton.
Dos escuderos de honor en la Entrada y coronación vestían mantos de terciopelo carmesí, llevados a modo de tahalí fuera del hombro, y sombreros de tejido carmesí. Representaron el Ducado de Gascuña y al de Ducado de Guyenne. Descritos en las narraciones como caballeros que vestían túnicas ducales, su presencia representaba el reclamo de María sobre estos territorios. En la coronación de Eduardo VI, estos papeles fueron interpretados por dos Gentleman Ushers, John Norris y William Rainsford. Sus sombreros y vestimenta, como se describe en la coronación de Ana, tenían un estilo deliberadamente anticuado.
Según una crónica, María llevaba un vestido de terciopelo azul forrado con polvo de armiño de camino a la Abadía.  Tenía un vestido de terciopelo azul en ese momento. Otros relatos dicen que vestía su túnica parlamentaria de terciopelo carmesí. Un manuscrito que enumera su ropa para el día da otros detalles y dice que usó su "ropa habitual común" para ir a su coronación en Westminster el segundo día debajo de su túnica del Parlamento. Su cuello estaba decorado con encaje passamayne de oro de Venecia.  Passamayne era una especie de trenza o encaje tejido, que se usaba como ribete en prendas o en los bordes de las faldas.

### Diadema y otras cosas
En la cabeza, María lució el aro de oro tachonado de piedras preciosas y perlas que había lucido el día anterior durante su Entrada Real a la ciudad de Londres. La imagen de María sosteniendo su pesada diadema y su velo enjoyado o "redote" con dificultad durante la Entrada, como se encuentra en las crónicas, puede haberse originado con sus enemigos. Este anillo fue hecho recientemente para María.
La ruta desde Westminster Hall hasta la Abadía se cubrió con terciopelo azul o "tela de rayos" de lana multicolor. El relato del guardarropa dice que la tela azul se usó entre el vestíbulo y la puerta del coro de la Abadía. La tela utilizada en la coronación de Ana Bolena se describió como "tela de rayos azules".  El púlpito estaba cubierto con estambre rojo.

### Unción y cambios del vestuario
Durante la ceremonia, María se retiró a un travesaño, un espacio con cortinas, que se usaba para vestirse y desvestirse.  Allí se cambió a un manto de terciopelo púrpura y una falda de terciopelo púrpura con una cola forrada de armiño, asistida por sus damas de honor. María se desnudó parcialmente para su unción, durante la cual usó el Colobium Sindonis de tafetán de seda. La prenda de seda recién confeccionada se describió como un "tabardo de tarteryn blanco", como el que se usó en la coronación de sus padres Enrique VIII de Inglaterra y Catalina de Aragón en 1509, o de "sarsenet" blanco, usado sobre su vestido. Después de la unción, se puso una túnica de terciopelo púrpura. La señora Walgrave, (la esposa de Edward Waldegrave), se ató la ropa y Mary volvió a ponerse un manto. Se proporcionaron encajes con etiquetas para las faldas y 24 yardas de listón para las fajas. Walgrave también entregó guantes de lino a la reina. Sus zapatos eran "sabatons" de tela carmesí de oro forrados con satén y vestidos con cinta de oro de Venecia o encaje de passamyne dorado.  El cambio de vestuario se detalló en un programa que describe este "manto de coronación" especialmente hecho y su sobremanto de encaje. Este segundo manto fue mencionado en los relatos narrativos españoles publicados.
María pagó la fabricación de estos nuevos artículos forrados con armiño y decorados con encaje de oro de Venecia, incluido el manto de coronación, de su propio bolso. Los condes y condesas que asistieron usaron coronas de terciopelo carmesí y oro.

### Damas de Honor y camareras
Las damas de la casa de María estaban vestidas con tres tipos de telas, según el estado, vistiendo en la Entrada Real damasco carmesí, satén y terciopelo. Holinshed dice que la ropa de los jinetes en la Entrada y sus caparazones eran de raso carmesí. Las cuentas del guardarropa mencionan vestidos de terciopelo carmesí y satén carmesí para las mujeres en la víspera de la Coronación.
En la coronación, según el embajador francés Noailles, los tres grados de tela que se usaron fueron escarlata (una tela de lana), satén y terciopelo carmesí. Otra narración dice que las damas de su majestad en gran número vestían de escarlata en la Abadía.
Se hicieron vestidos escarlata forrados con piel "lettice" "en contra de nuestra coronación" para Susan Clarencieux, la señora Jerningham (Elizabeth Jerningham, o su sobrina, más tarde Mary Southwell), Mary Finch, la señora Russell, la señora Colborne, Sibilla Penne (ex enfermera de Edward VI) y Mistress Sydney (una hermana de Henry Sidney). Lettice es una piel de comadreja gris. El historiador John Strype describió a algunos miembros de este grupo como camaristas y proporcionó una lista ligeramente diferente de nombres y clasificación para los jinetes en la Entrada. Incluye a Jane Dormer y Jane Russell. Otros registros de vestuario muestran que Jane Russell (fallecida en 1558) fue camarera en la coronación y más tarde fue una dama de la cámara privada de María. Era la esposa de William Russell, sargento de la bodega, y sería recompensada por defender el matrimonio de María..
La orden también incluye disfraces de oropel para Will Somers y "Jane, nuestra mujer tonta". No está claro si el traje ordenado para Jane en este momento estaba destinado a usarlo en la coronación. Jane y Lucrecia, una volteadora, habían sido miembros de la casa de María en 1542.

### Reutilización de vestimenta por parte de Isabel I
Varios detalles del traje de María, el vocabulario utilizado para las telas y los cambios de vestuario de la coronación de María siguen de cerca el orden de la coronación de sus padres en 1509.
Cuando Isabel I fue coronada en 1559, reutilizó parte de la ropa de María. La historiadora de vestuario Janet Arnold describió cómo los elementos del inventario de Isabel se corresponden con los del guardarropa de la coronación de María, incluida la tela del manto dorado y plateado y una falda a juego adornada con armiño. usado en la Entrada Real, y el manto de terciopelo púrpura, la túnica y la sobrevesta usados en la Abadía después de la unción. Uno de los documentos de 1553 describe el "manto y kirtle de paño blanco de plata, el manto de hacienda con cola larga, forrado todo con armiños empolvados y un manto de seda blanca y oro, un kirtle de lo mismo" y el "falda de terciopelo morado con cola, la cola forrada de armiños, ribeteada alrededor de la falda ... un manto del mismo llamado manto de coronación con cola larga".
Algunos de los vestidos de Mary permanecieron en el guardarropa de Elizabeth y se detallaron en los inventarios, incluidos vestidos morados y uno de satén carmesí cosido con perlas y granates. No se registró si alguno de estos se usó en la coronación de María.  Se ha sugerido que María usó el vestido de raso carmesí con perlas en su boda en Winchester con Felipe II de España.